# لوریکاتوسور
لوریکاتوسور (نام علمی: Loricatosaurus) نام یک سرده از راسته پرنده‌کفلان است.